# Douglas Håge
Oskar Fredrik Douglas Håge (ur. 6 marca 1898 w Göteborgu, zm. 18 listopada 1959 tamże) – szwedzki aktor. Na przestrzeni lat 1932–1959 wystąpił w około 100 produkcjach.

## Wybrana filmografia
- Blod och eld (1945)
- Deszcz pada na naszą miłość (Det regnar på vår kärlek, 1946)
- Okręt do Indii (Skepp till Indialand, 1947)
- Noc - moja przyszłość (Musik i mörker, 1948)
- Fröken April (1958)
- Sängkammartjuven (1959)